# Jarosław Dziedzic
Jarosław Dziedzic (ur. 1 kwietnia 1983 w Łodzi) – polski aktor.

## Życiorys
W latach 1998–2002 uczęszczał do łódzkiego XXXI Liceum Ogólnokształcącego im. Ludwika Zamenhofa o profilu biologiczno–chemicznym. Na trzecim roku studiów na Wydziale Aktorskim we wrocławskiej Państwowej Wyższej Szkoły Teatralnej im. Ludwika Solskiego wystąpił w roli Kadeta w sztuce Edmonda Rostanda Cyrano de Bergerac (2006). 
Po ukończeniu studiów zadebiutował rolą Szczęśliwego w przedstawieniu Małgorzaty Sikorskiej-Miszczuk Śmierć Człowieka-Wiewiórki (2007) w reżyserii Natalii Korczakowskiej na scenie Teatru im. C. K. Norwida w Jeleniej Górze, za którą w Wałbrzychu otrzymał Nagrodę Marszałka Dolnośląskiego. W latach 2009–2012 był związany z Teatrem Dramatycznym im. Jana Kochanowskiego w Opolu. W latach 2015–2020 występował w Teatrze Powszechnym w Łodzi.

## Filmografia

### Seriale TV
- 2008−2009: Pierwsza miłość − 2 role: Przemek, kolega Marysi Radosz ze studiów (2008);  Norbert, klient księgarnio-kawiarni "Fabryka Wrażeń" prostacko podrywający Kingę Żukowską (2009)
- 2013: Ojciec Mateusz − kelner (odc. 120)
- 2013: Komisarz Alex − Bracki (odc. 39)
- 2014: Lekarze − Adrian Nowacki, kolega Beaty (odc. 46)
- 2016: Ojciec Mateusz (odc. 187)

## Ważniejsze role teatralne

### Teatr im. Cypriana Kamila Norwida w Jeleniej Górze
| Rok  | Tytuł spektaklu                | Autor                        | Reżyser              | Rola                                               |
| 2007 | Śmierć Człowieka-Wiewiórki     | Małgorzata Sikorska-Miszczuk | Natalia Korczakowska | Szczęśliwy                                         |
| 2007 | Podróż poślubna                | Władimir Sorokin             | Iwo Vedral           | Gerd                                               |
| 2008 | Elektra                        | Eurypides                    | Natalia Korczakowska | Pylades, Sługa Snu Ajgistosa                       |
| 2008 | Gog i Magog. Kronika chasydzka | Martin Buber                 | Michał Zadara        |                                                    |
| 2009 | Sztuka dla dziecka             | Paweł Demirski               | Monika Strzępka      | Mężczyzna kopiący się po głowie pełnej wątpliwości |
| 2009 | Trzy siostry                   | Antoni Czechow               | Krzysztof Minkowski  | Fiodor Kułygin                                     |

### Teatr Dramatyczny im. Jerzego Szaniawskiego w Wałbrzychu
- 2008: Nelly, reż. Natalia Korczakowska jako Alosza